# Banca (Frankrijk)
Banca is een gemeente in het Franse departement Pyrénées-Atlantiques (regio Nouvelle-Aquitaine) en telt 373 inwoners (1999). De plaats maakt deel uit van het arrondissement Bayonne.

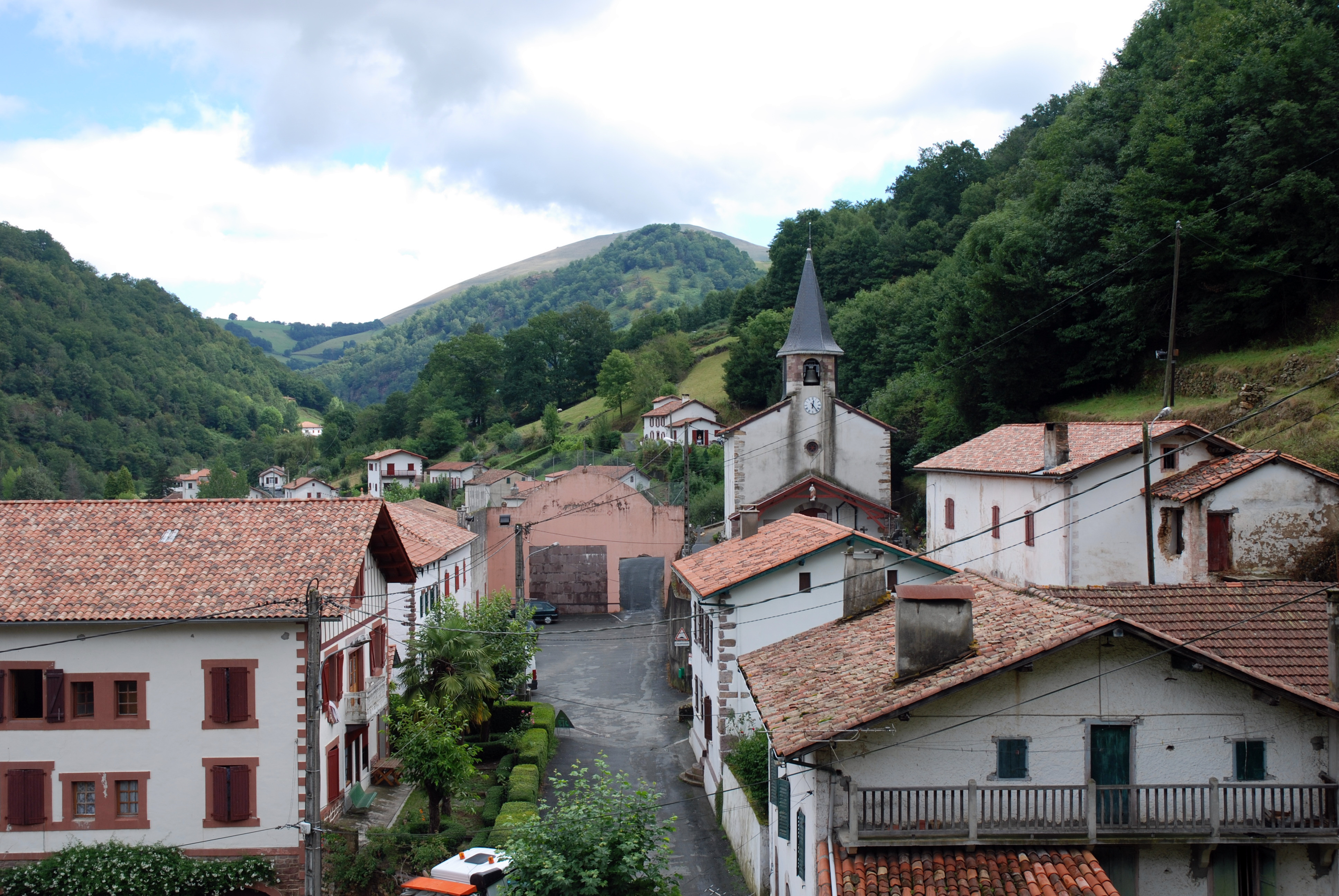
Dorpscentrum van Banca

## Geografie
De oppervlakte van Banca bedraagt 47,3 km², de bevolkingsdichtheid is 7,9 inwoners per km².
De onderstaande kaart toont de ligging van Banca (Frankrijk) met de belangrijkste infrastructuur en aangrenzende gemeenten.

## Demografie
Onderstaande figuur toont het verloop van het inwonertal (bron: INSEE-tellingen).